# 말레이시아의 여자 배우 목록

## 가
- 푼나가이 포 케타

## 나
- 나나
- 푸스파 나라란
- 안잘나 나시르
- 넬로파
- 누르 파디아 디아즈
- 잔나 닉

## 다
- 디아나 다니엘레
- 노라 다니스

## 라
- 람야 라즈

## 마
- 아미 마스투라
- 엠마 마엠봉

## 바
- 베티 바나페
- 조안나 베세이

## 사
- 자이라이니 사르비니
- 헤티 사를레네
- 사리마
- 파샤 산다
- 넬리디아 센로세
- 샤리파 소피아
- 리사 수리하니
- 카비타 시두
- 하니 시브라즈

## 아
- 자하라 아구스
- 아디라
- 샤리파 아리아나
- 샤리파 아마니
- 아디바 아민
- 아비 아바디
- 이자자 아이샤
- 실라 암자
- 샤 알야하야
- 줄리아나 에반스
- 에자
- 파에자 엘라이
- 누룰 엘피라 로이
- 아제안 이르다와티
- 사리마 이브라힘
- 셰리 이브라힘
- 마리아니 이스마일
- 다프네 이킹

## 자
- 사만다 카티에 자메스
- 리야나 자스마이
- 와와 자이날
- 티아라 자켈리나
- 티즈 자키야
- 슈바 제이

## 카
- 마야 카린
- 상게타 크리스나사미
- 파르한나 키스미나

## 타
- 리나 테오

## 파
- 파주라
- 에라 파지라
- 사지 팔락
- 누르 파티아

## 하
- 아멜리아 트리푸라 헨데르손
- 나타샤 후드손